# Брустурянка
Брустуря́нка — річка в Україні, в межах Тячівського району Закарпатської області. Ліва притока Тересви (басейн Тиси).

## Опис
Довжина 15 км, площа водозбірного басейну 340 км². Похил річки 11 м/км. Річка типово гірська. Долина переважно V-подібна — вузька і глибока, місцями зі стрімкими схилами. Річище слабозвивисте, порожисте.

## Розташування
Брустурянка бере початок на північний схід від села Лопухів (утворюється від злиття двох річок: Турбат і Бертянка). Тече переважно на південний захід (місцями на південь). Впадає до Тересви в межах смт Усть-Чорна.

## Цікаві факти
- Річка є межею між двома гірськими масивами Українських Карпат: Врутнішніх Ґорґанів та Свидівця.
- Брустурянка разом з Мокрянкою дає початок річці Тересві.
- На правобережжі річки біля села Лопухів розташований Кедринський заказник.
- У XX столітті вздовж річки проходила одна з гілок Вузькоколійної залізниці Тересва — Усть-Чорна.